# Trifoglietto
L'edificio vulcanico del Trifoglietto, che raggiunse un’altezza massima di circa 2.600 metri, si formò circa 107.000 anni fa quando entrò in eruzione un nuovo complesso vulcanico, più ad ovest del precedente, di tipo esplosivo, che emetteva lave di tipo viscoso. Un secondo sempre più a nord-ovest, (Trifoglietto II), sorse dal precedente, collassando in seguito con esso circa 99.000 anni fa, dando origine all'immensa caldera detta Valle del Bove, profonda mille metri e larga cinquemila.

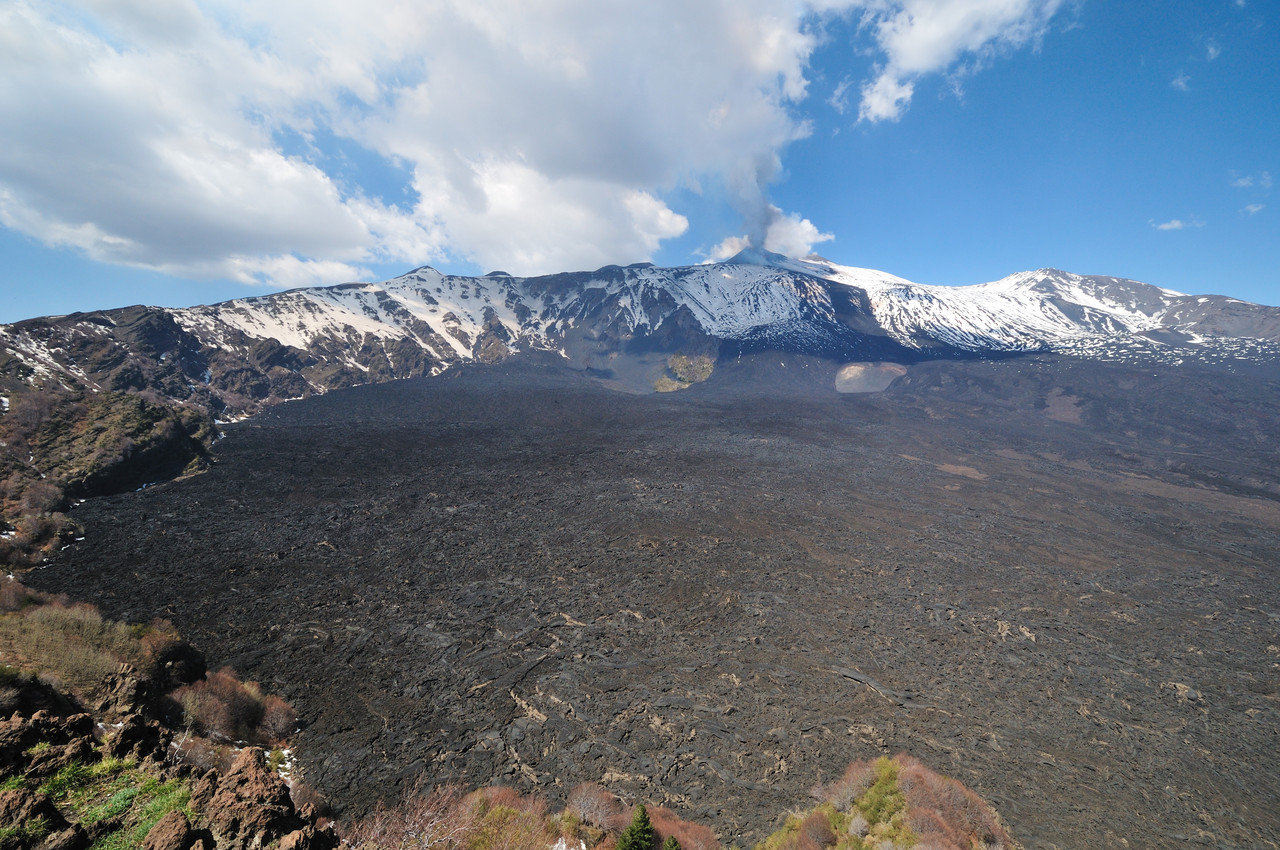
Panorama sulla Valle del Bove